# Gymnastique artistique aux Jeux olympiques d'été de 2024
Pour des articles plus généraux, voir Gymnastique artistique aux Jeux olympiques et Gymnastique aux Jeux olympiques d'été de 2024.
Navigation
Tokyo 2020 Los Angeles 2028
Les compétitions de gymnastique artistique aux Jeux olympiques d'été de 2024 à Paris en France sont organisées du 27 juillet au 5 août 2024.

## Lieu de la compétition

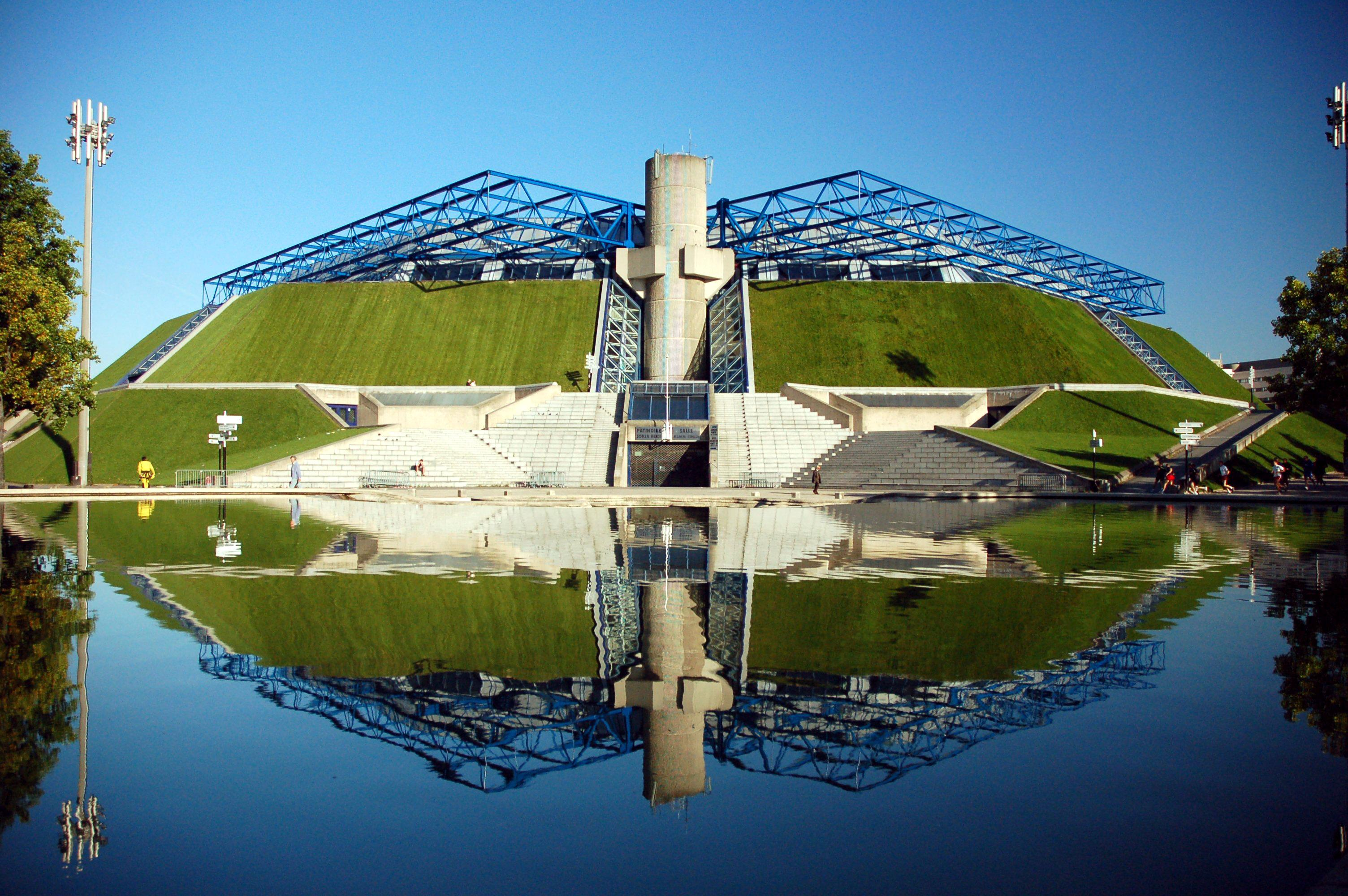
Le POPB en 2007

Les compétitions olympiques de gymnastique ont lieu au Palais omnisports de Paris-Bercy, nommé Arena Bercy à l'occasion des Jeux. Située dans le 12e arrondissement de Paris, cette salle multi-fonctions de 15 000 places est également appelée POPB ou Accor Arena à la suite d'un accord de naming.
La salle accueille également la phase finale des tournois de basket-ball et les épreuves de trampoline, ainsi que le basket fauteuil aux Jeux paralympiques.

## Calendrier
| Épreuve ↓ / Date → | Épreuve ↓ / Date →           | Juillet | Juillet | Juillet | Juillet | Juillet | Août | Août | Août | Août | Août |
| Épreuve ↓ / Date → | Épreuve ↓ / Date →           | Sa 27   | Di 28   | Lu 29   | Ma 30   | Me 31   | Je 1 | Ve 2 | Sa 3 | Di 4 | Lu 5 |
| ------------------ | ---------------------------- | ------- | ------- | ------- | ------- | ------- | ---- | ---- | ---- | ---- | ---- |
| Hommes             | Concours général par équipes | Q       |         | F       |         |         |      |      |      |      |      |
| Hommes             | Concours général individuel  | Q       |         |         |         | F       |      |      |      |      |      |
| Hommes             | Anneaux                      | Q       |         |         |         |         |      |      |      | F    |      |
| Hommes             | Barre fixe                   | Q       |         |         |         |         |      |      |      |      | F    |
| Hommes             | Barres parallèles            | Q       |         |         |         |         |      |      |      |      | F    |
| Hommes             | Cheval d'arçons              | Q       |         |         |         |         |      |      | F    |      |      |
| Hommes             | Saut de cheval               | Q       |         |         |         |         |      |      |      | F    |      |
| Hommes             | Sol                          | Q       |         |         |         |         |      |      | F    |      |      |
| Femmes             | Concours général par équipes |         | Q       |         | F       |         |      |      |      |      |      |
| Femmes             | Concours général individuel  |         | Q       |         |         |         | F    |      |      |      |      |
| Femmes             | Barres asymétriques          |         | Q       |         |         |         |      |      | F    |      |      |
| Femmes             | Poutre                       |         | Q       |         |         |         |      |      |      |      | F    |
| Femmes             | Saut de cheval               |         | Q       |         |         |         |      |      | F    |      |      |
| Femmes             | Sol                          |         | Q       |         |         |         |      |      |      |      | F    |

| - Q : qualifications - F : finales |

## Podiums

### Hommes
| Épreuves                     | Or                                                                                        | Argent                                                                   | Bronze                                                                                 |
| ---------------------------- | ----------------------------------------------------------------------------------------- | ------------------------------------------------------------------------ | -------------------------------------------------------------------------------------- |
| Concours général par équipes | Japon - Daiki Hashimoto - Kazuma Kaya - Shinnosuke Oka - Takaaki Sugino - Wataru Tanigawa | Chine - Liu Yang - Su Weide - Xiao Ruoteng - Zhang Boheng - Zou Jingyuan | États-Unis - Asher Hong - Paul Juda - Brody Malone - Stephen Nedoroscik - Fred Richard |
| Concours général individuel  | Shinnosuke Oka (JPN)                                                                      | Zhang Boheng (CHN)                                                       | Xiao Ruoteng (CHN)                                                                     |
| Anneaux                      | Liu Yang (CHN)                                                                            | Zou Jingyuan (CHN)                                                       | Eleftherios Petrounias (GRE)                                                           |
| Barre fixe                   | Shinnosuke Oka (JPN)                                                                      | Ángel Barajas (COL)                                                      | Zhang Boheng (CHN)                                                                     |
| Barre fixe                   | Shinnosuke Oka (JPN)                                                                      | Ángel Barajas (COL)                                                      | Tang Chia-hung (TPE)                                                                   |
| Barres parallèles            | Zou Jingyuan (CHN)                                                                        | Illia Kovtun (UKR)                                                       | Shinnosuke Oka (JPN)                                                                   |
| Cheval d'arçons              | Rhys McClenaghan (IRL)                                                                    | Nariman Kurbanov (KAZ)                                                   | Stephen Nedoroscik (USA)                                                               |
| Saut de cheval               | Carlos Yulo (PHI)                                                                         | Artur Davtyan (ARM)                                                      | Harry Hepworth (GBR)                                                                   |
| Sol                          | Carlos Yulo (PHI)                                                                         | Artem Dolgopyat (ISR)                                                    | Jake Jarman (GBR)                                                                      |

### Femmes
| Épreuves                     | Or                                                                                 | Argent                                                                                   | Bronze                                                                                    |
| ---------------------------- | ---------------------------------------------------------------------------------- | ---------------------------------------------------------------------------------------- | ----------------------------------------------------------------------------------------- |
| Concours général par équipes | États-Unis - Simone Biles - Jade Carey - Jordan Chiles - Sunisa Lee - Hezly Rivera | Italie - Angela Andreoli - Alice D'Amato - Manila Esposito - Elisa Iorio - Giorgia Villa | Brésil - Rebeca Andrade - Jade Barbosa - Lorrane Oliveira - Flavia Saraiva - Júlia Soares |
| Concours général individuel  | Simone Biles (USA)                                                                 | Rebeca Andrade (BRA)                                                                     | Sunisa Lee (USA)                                                                          |
| Barres asymétriques          | Kaylia Nemour (ALG)                                                                | Qiu Qiyuan (CHN)                                                                         | Sunisa Lee (USA)                                                                          |
| Poutre                       | Alice D'Amato (ITA)                                                                | Zhou Yaqin (CHN)                                                                         | Manila Esposito (ITA)                                                                     |
| Saut de cheval               | Simone Biles (USA)                                                                 | Rebeca Andrade (BRA)                                                                     | Jade Carey (USA)                                                                          |
| Sol                          | Rebeca Andrade (BRA)                                                               | Simone Biles (USA)                                                                       | Ana Barbosu (ROU),                                                                        |

### Tableau des médailles
- Pays organisateur (France)

### Hommes
| Rang  | Nation          | Or | Argent | Bronze | Total |
| ----- | --------------- | -- | ------ | ------ | ----- |
| 1     | Japon           | 3  | 0      | 1      | 4     |
| 2     | Chine           | 2  | 3      | 2      | 7     |
| 3     | Philippines     | 2  | 0      | 0      | 2     |
| 4     | Irlande         | 1  | 0      | 0      | 1     |
| 5     | Arménie         | 0  | 1      | 0      | 1     |
| 5     | Colombie        | 0  | 1      | 0      | 1     |
| 5     | Israël          | 0  | 1      | 0      | 1     |
| 5     | Kazakhstan      | 0  | 1      | 0      | 1     |
| 5     | Ukraine         | 0  | 1      | 0      | 1     |
| 10    | Grande-Bretagne | 0  | 0      | 2      | 2     |
| 10    | États-Unis      | 0  | 0      | 2      | 2     |
| 12    | Grèce           | 0  | 0      | 1      | 1     |
| 12    | Taipei chinois  | 0  | 0      | 1      | 1     |
| Total | Total           | 8  | 8      | 9      | 25    |

### Femmes
| Rang  | Nation     | Or | Argent | Bronze | Total |
| ----- | ---------- | -- | ------ | ------ | ----- |
| 1     | États-Unis | 3  | 1      | 3      | 7     |
| 2     | Brésil     | 1  | 2      | 1      | 4     |
| 3     | Italie     | 1  | 1      | 1      | 3     |
| 4     | Algérie    | 1  | 0      | 0      | 1     |
| 5     | Chine      | 0  | 2      | 0      | 2     |
| 6     | Roumanie   | 0  | 0      | 1      | 1     |
| Total | Total      | 6  | 6      | 6      | 18    |

### Confondu
| Rang  | Nation          | Or | Argent | Bronze | Total |
| ----- | --------------- | -- | ------ | ------ | ----- |
| 1     | États-Unis      | 3  | 1      | 5      | 9     |
| 2     | Japon           | 3  | 0      | 1      | 4     |
| 3     | Chine           | 2  | 5      | 2      | 9     |
| 4     | Philippines     | 2  | 0      | 0      | 2     |
| 5     | Brésil          | 1  | 2      | 1      | 4     |
| 6     | Italie          | 1  | 1      | 1      | 3     |
| 7     | Irlande         | 1  | 0      | 0      | 1     |
| 7     | Algérie         | 1  | 0      | 0      | 1     |
| 9     | Ukraine         | 0  | 1      | 0      | 1     |
| 9     | Kazakhstan      | 0  | 1      | 0      | 1     |
| 9     | Israël          | 0  | 1      | 0      | 1     |
| 9     | Arménie         | 0  | 1      | 0      | 1     |
| 9     | Colombie        | 0  | 1      | 0      | 1     |
| 14    | Grande-Bretagne | 0  | 0      | 2      | 2     |
| 15    | Grèce           | 0  | 0      | 1      | 1     |
| 15    | Roumanie        | 0  | 0      | 1      | 1     |
| 15    | Taipei chinois  | 0  | 0      | 1      | 1     |
| Total | Total           | 14 | 14     | 15     | 43    |